# سندی موریس
سندی موریس (انگلیسی: Sandi Morris؛ زادهٔ ۸ ژوئیهٔ ۱۹۹۲) ورزشکار دو و میدانی اهل ایالات متحده آمریکا است.
وی در مسابقات کشوری و بین‌المللی در مجموع برندهٔ ۲ مدال طلا، ۵ مدال نقره و ۱ مدال برنز شده‌است.